# Salta (provins)
Salta (Provincia de Salta) är en provins i norra Argentina. Den gränsar till Bolivia, Chile och Paraguay.
Huvudstaden i provinsen är Ciudad de Salta som har 400 000 invånare och ligger 150 mil från Buenos Aires. Dalen i Cafayate är ett växande och säreget vindistrikt med vittvindruvan Torrontés som specialitet och många gamla vingårdar.
Provinsen präglas av ett berglandskap med många turistmål som lockar både inhemska och utländska turister. Bergspasset Abra del Acay är ett av världens högsta körbara bergspass.

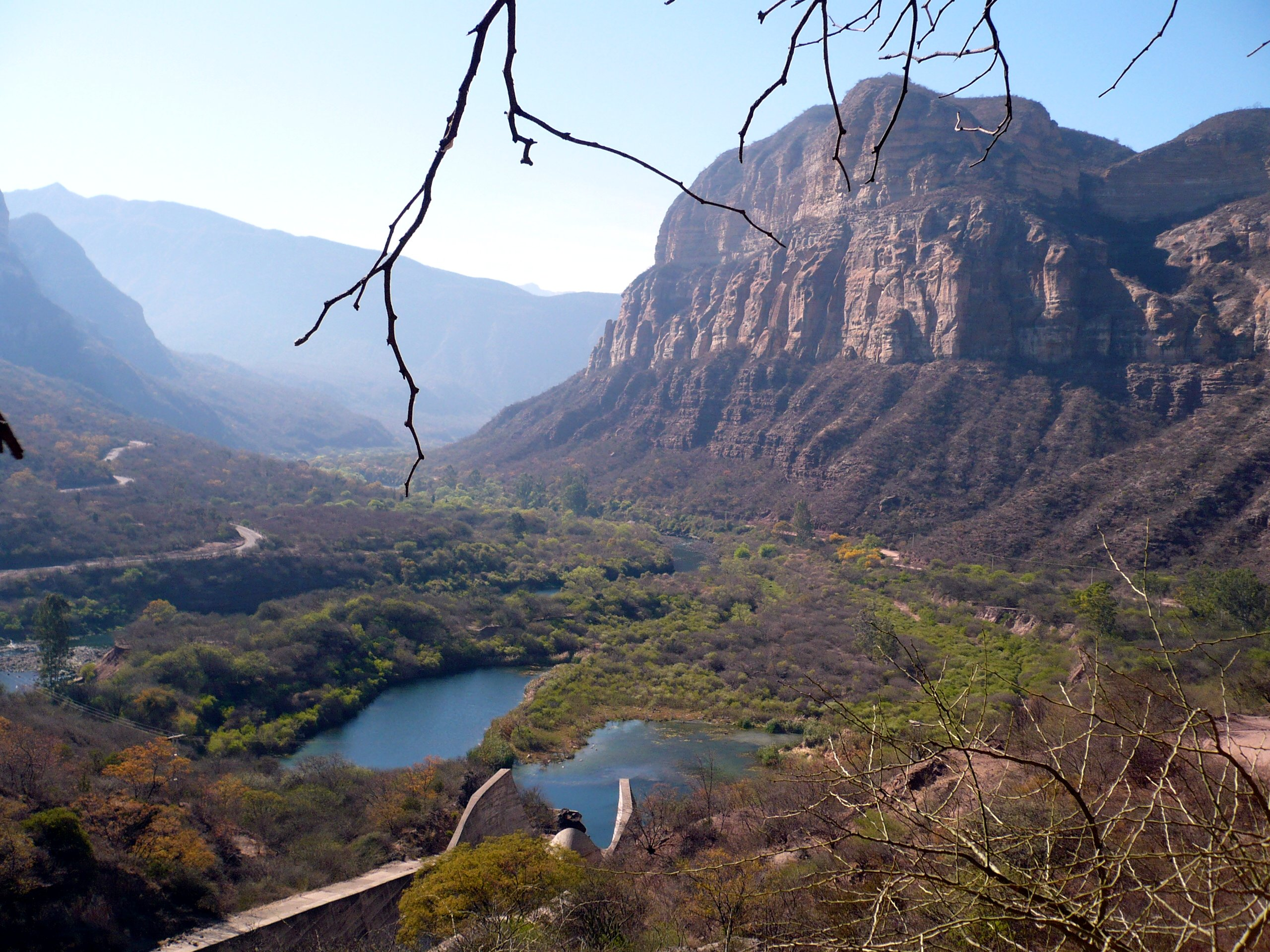
Provinsen Salta i norra Argentina ses av många som ett mycket naturskönt område.

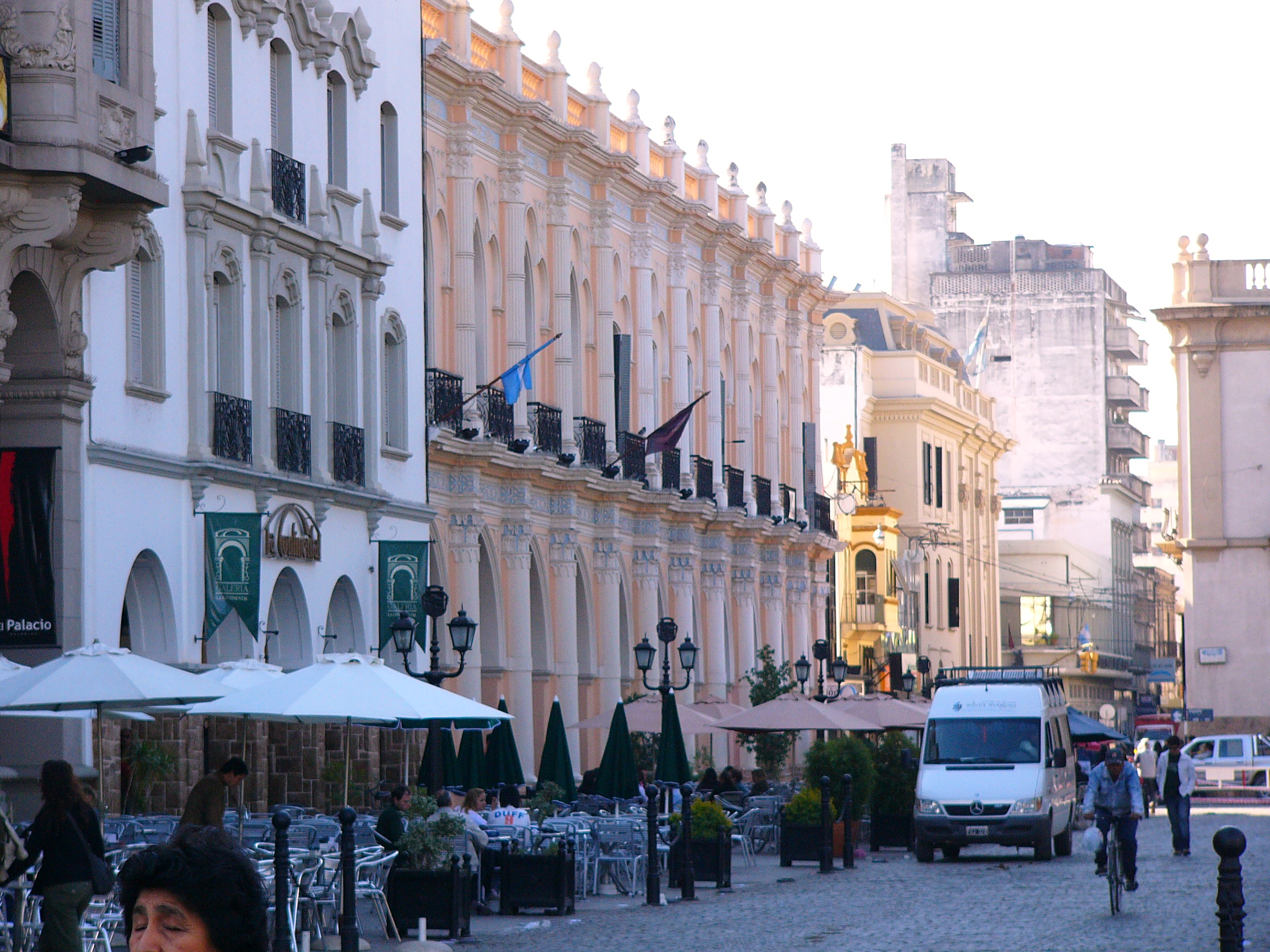
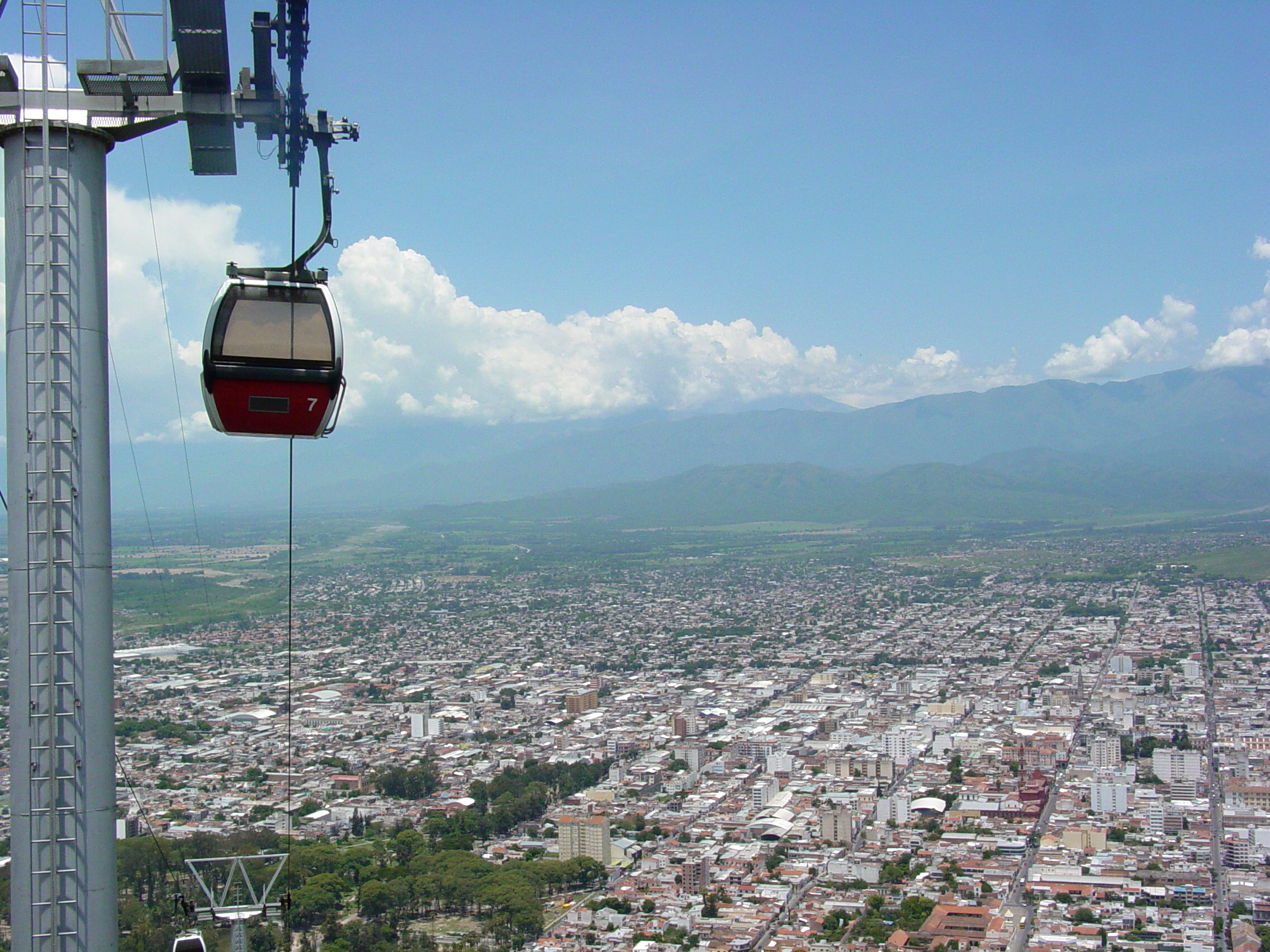
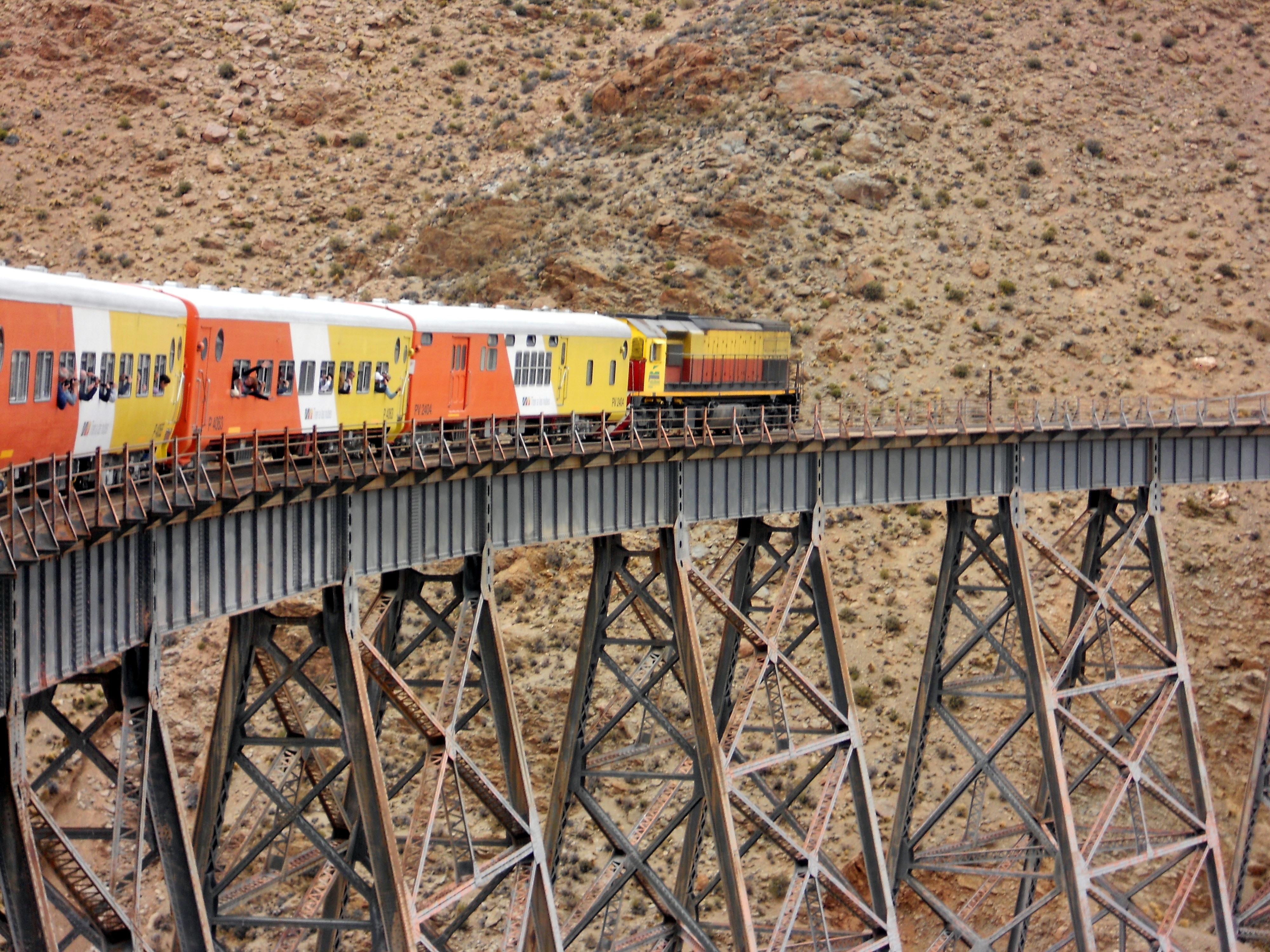
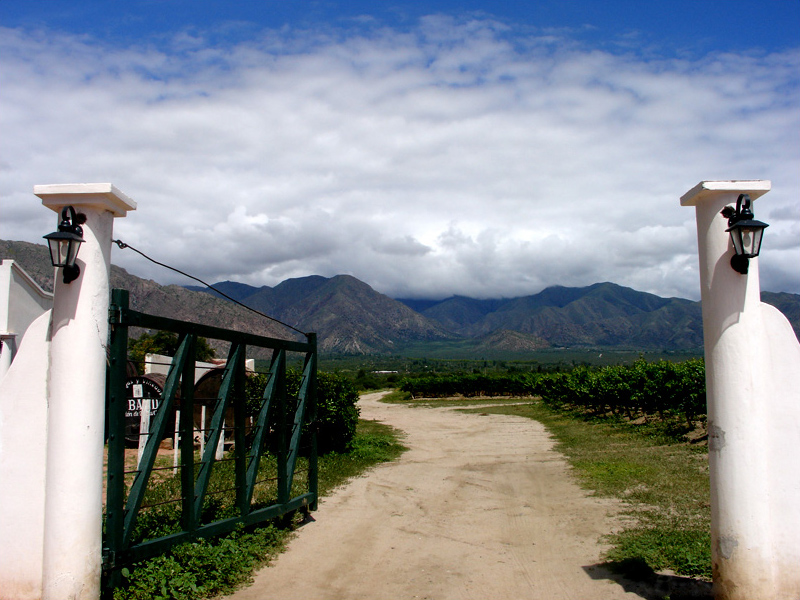
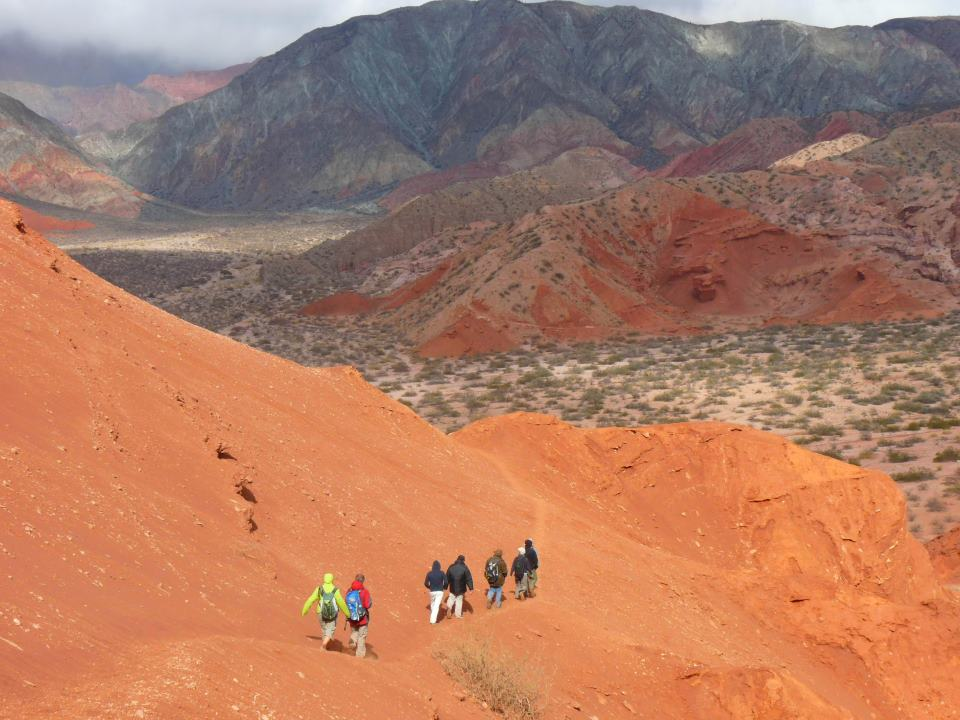
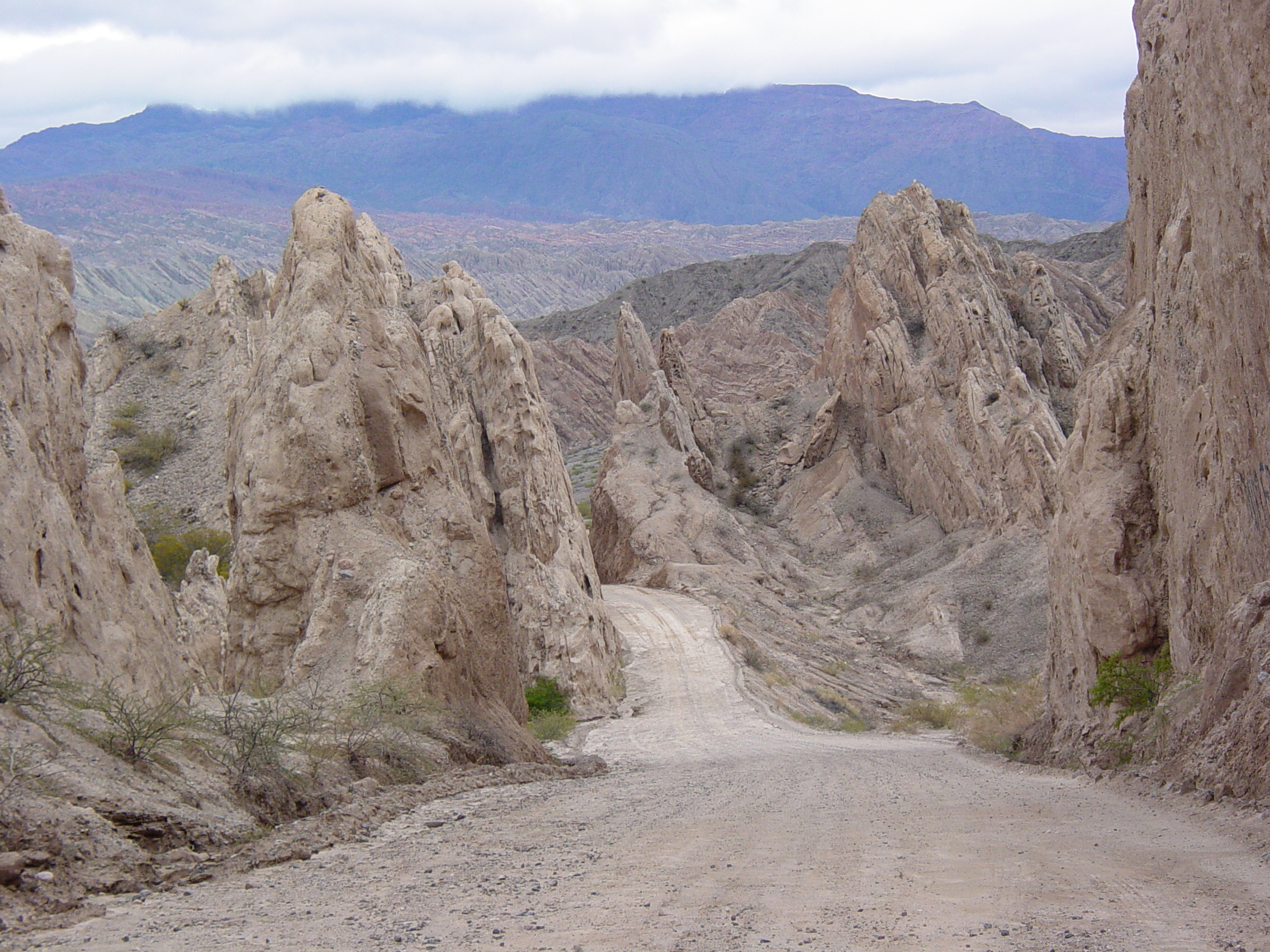
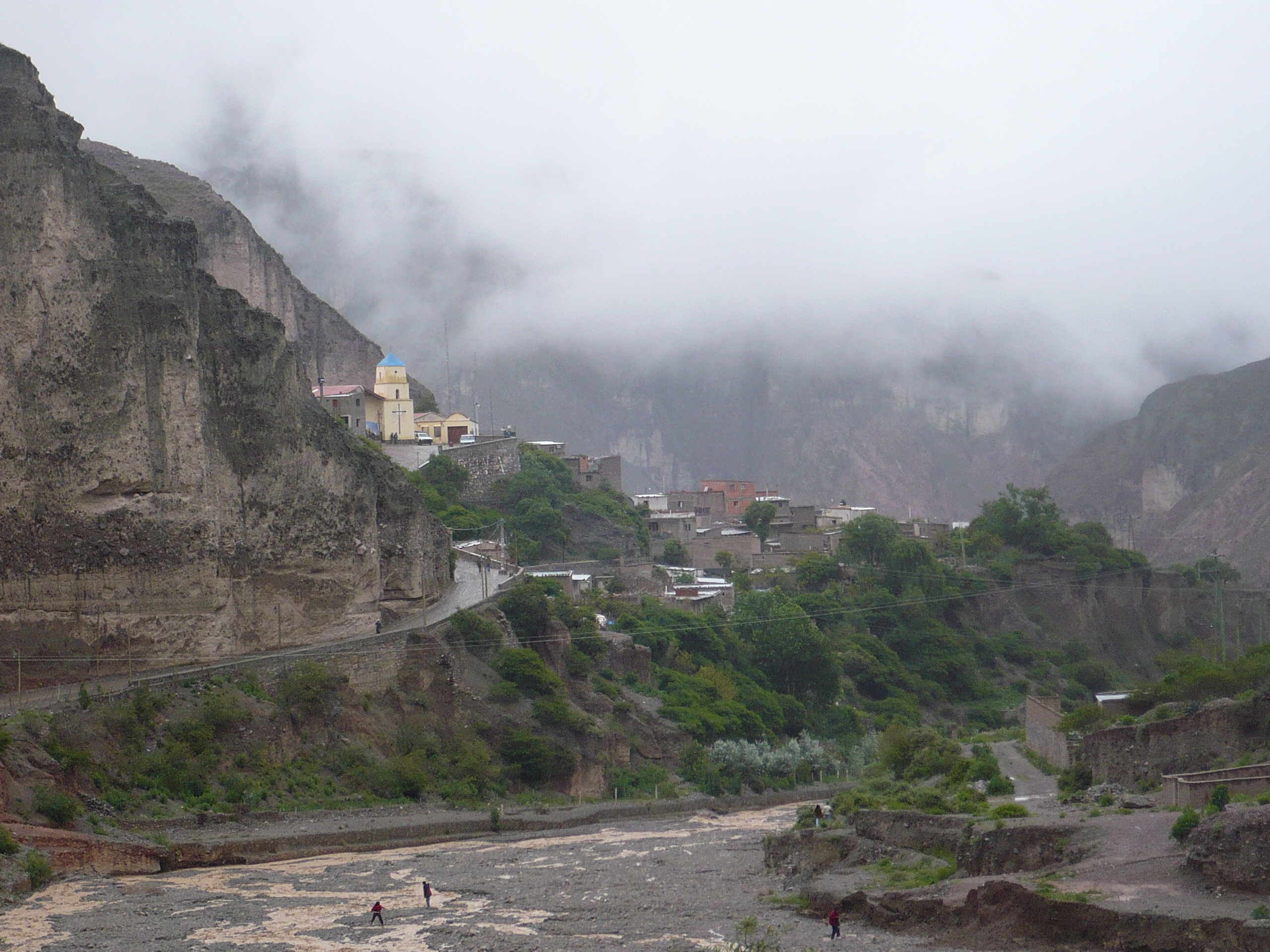
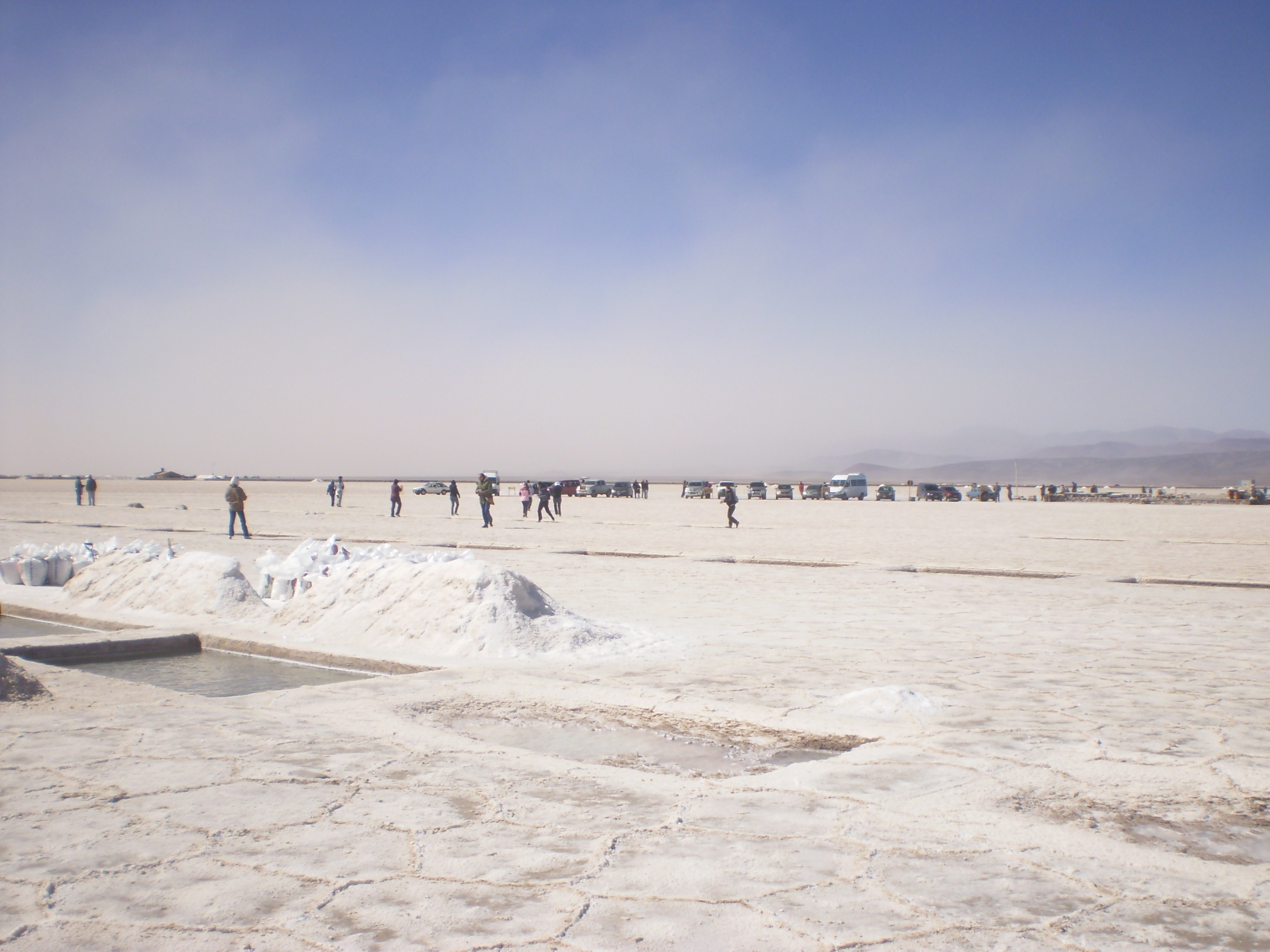
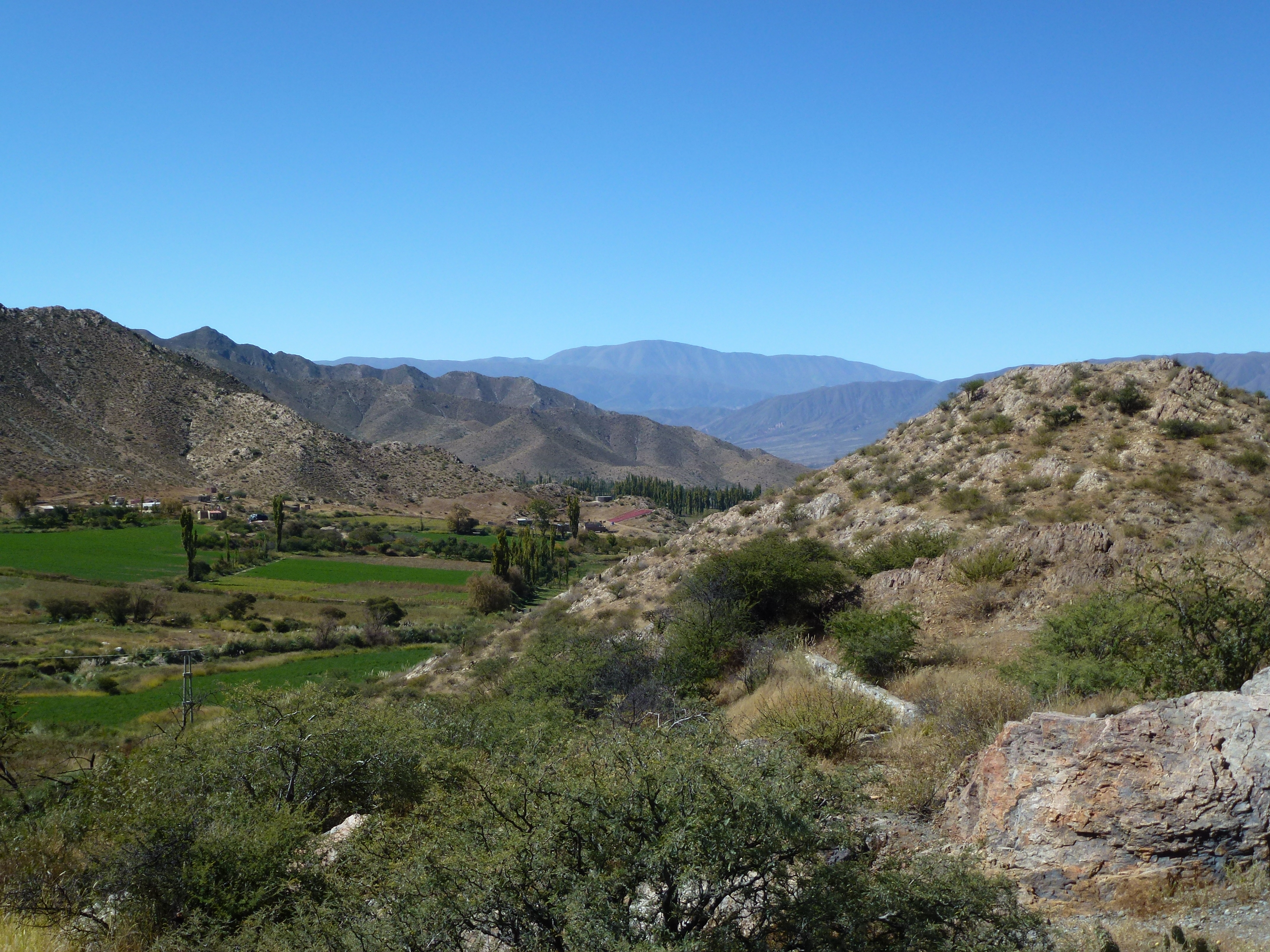
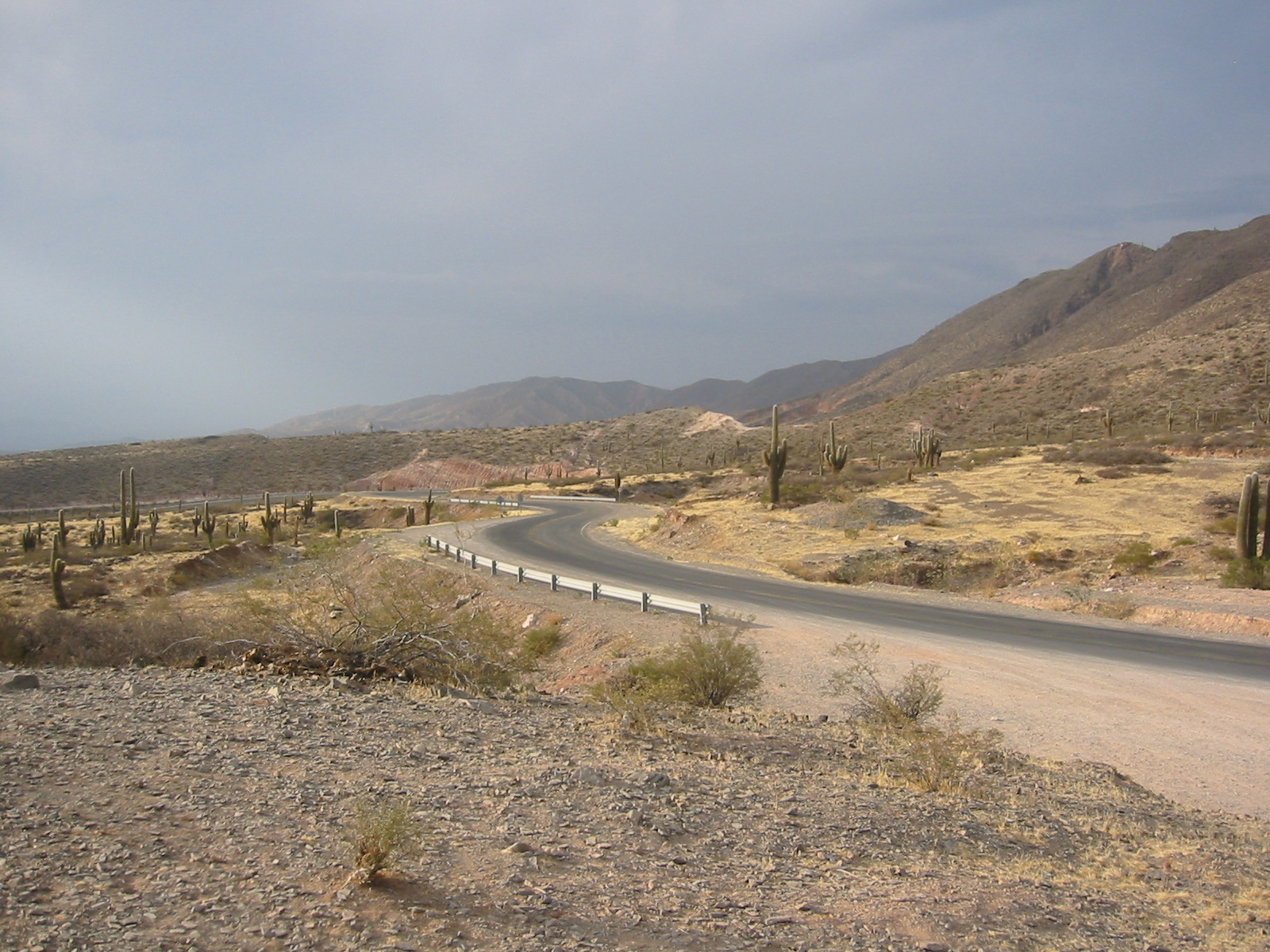